# Lissocreagris persephone
Lissocreagris persephone är en spindeldjursart som först beskrevs av Chamberlin 1962.  Lissocreagris persephone ingår i släktet Lissocreagris och familjen helplåtklokrypare. Inga underarter finns listade i Catalogue of Life.